# Dadabanahatti, Hukeri
Dadabanahatti là một làng thuộc tehsil Hukeri, huyện Belgaum, bang Karnataka, Ấn Độ.